# Spectriforma transversa
Spectriforma transversa är en insektsart som beskrevs av Kenneth Hedley Lewis Key 1977. Spectriforma transversa ingår i släktet Spectriforma och familjen Morabidae. Inga underarter finns listade i Catalogue of Life.